# Saïd Bouteflika
Saïd Bouteflika (nascido em 1 de janeiro de 1958, em Oujda, Marrocos), é um professor e político argelino. É irmão mais novo e conselheiro especial de Abdelaziz Bouteflika, desde 1999 presidente da República Popular Democrática da Argélia, sobre quem teria uma "influência considerável"   principalmente após os problemas de saúde que afetaram seu irmão em decorrência de um derrame ocorrido em 2013, sendo por isso apontado como uma eminência parda.